# 摩根大通
摩根大通集团（英語：JPMorgan Chase & Co.），俗稱「小摩」）是一家总部位于纽约市的美國金融機構。其商业银行部旗下分行5,100家。2011年10月，摩根大通的資產規模超越美國銀行成為美國最大的金融服务机构。
摩根大通的业务遍及50多个国家，包括投資銀行、證券交易及服務、投資管理、商业金融服務、私人银行服务等。现今的摩根大通于2000年由大通曼哈顿銀行及J.P.摩根公司合并而成，并于2004年与2008年分别收购芝加哥第一银行、華盛頓互惠銀行、和美国著名的投资银行贝尔斯登。

## 主要业务部门

投资银行使用的标志

商业银行使用的标志

摩根大通的主要业务由四部分组成: 消费者和社区银行、公司和投资银行、商业银行和资产管理。

### 消费者和社区银行部
消費者和社區銀行 (Consumer & Community Banking) 為个人、家庭和企業提供服務，幫助他們進行銀行業務、儲蓄、投資、使用信用卡購物以及為房屋和汽車融資。

### 公司和投资银行部
公司和投资银行業務 (Corporate & Investment Bank) 分成兩部門：1) 銀行業務和 2) 市場與證券服務，它提供廣泛的金融服務，包括投資銀行、大宗經紀、做市以及資金和證券產品和服務。

### 商业银行部
商業銀行 (Commercial Banking) 業務，包括貸款、批發支付和投資銀行業務，面向三個主要客戶群：中小企业银行、中型商业贷款和房地产银行業務。

### 资产管理部
资产管理部 (Asset & Wealth Management)通過提供私人銀行業務、全球投資管理和退休解決方案為個人、顧問和機構服務。

## 历史
现时的摩根大通是经过一系列并购而发展壮大的。在过去十多年里，公司相继合并和收购了包括J.P.摩根公司、大通曼哈顿银行、贝尔斯登和华盛顿互惠银行在内的一批著名美国金融企业。摩根大通的前身还包括了化学银行、汉华实业银行（Manufacturers Hanovor）、芝加哥第一银行、底特律国家银行和德克萨斯商业银行。
2009年11月，摩根大通以約10億英鎊（合16.7億美元）的價格購得嘉誠（Cazenove）餘下的50%股權，從而獲得對該公司的所有權和控制權，實現了歐洲地區業務的进一步擴張。2010年2月，摩根大通以17億美元收購了蘇格蘭皇家銀行（RBS）旗下能源交易商RBS Sempra。
2014年10月4日摩根大通完成出售現貨大宗商品業務給摩科瑞能源集團(Mercuria Energy Group, Ltd)作為收購的一部分，摩科瑞還收購了歷史悠久的金屬倉儲、存儲和處理業務部門 Henry Bath。
2020年8月26日摩根大通向中國合作夥伴上海國際信託購入其持有的上投摩根基金管理有限公司餘下49%股權。
2020年9月，摩根大通公司承認在八年的時間裡操縱了貴金屬期貨和政府債券市場。它與美國司法部，美國證券交易委員會和商品期貨交易委員會達成和解，作價9.2億美元。摩根大通將不會面臨刑事指控，但是，它將啟動一項為期三年的延期起訴協議。
2020年12月30日摩根大通購入信用卡會員獎勵計劃服務提供商cxLoyalty，但未有披露交易條款。cxLoyalty網站資料顯示，集團擁有3000個客戶，為7000萬消費者提供服務。
2021年8月，摩根大通获得了中国政府的许可，可以全资控股其在中国的投资银行和交易业务。
2021年11月，摩根大通行政總裁傑米·戴蒙出席波士頓學院執行長俱樂部的小組討論會時，他表示：「摩根大通銀行將比中國共產黨更長壽」。他還補充：「我不能在中國這麼說。反正他們可能在聽。」發表此言論後，戴蒙表示:「我對我最近的話感到遺憾，因為取笑或詆毀任何群體都是不對的，無論是對一個國家、其領導層，還是社會和文化的任何部分，」戴蒙說認為以這種方式說話會剝奪社會中建設性和深思熟慮的對話，而現在比以往任何時候都更需要這種對話。該銀行發言人表示，上週在香港的戴蒙「承認他不應該輕率或不尊重地談論另一個國家或其領導層」。
2022年3月，摩根大通宣布撤出其在俄羅斯的業務，以遵守世界各國政府指示。

### J.P.摩根公司

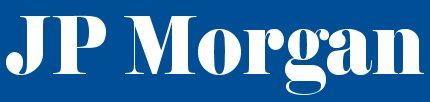
J.P.摩根公司

J.P.摩根公司由美国著名银行家约翰·摩根创建，其历史可以一直追溯到1871年创建的德雷克希尔-摩根公司（Drexel, Morgan & Co.）。J.P.摩根公司曾经是美国历史上最有声望的金融服务机构，参与过美国钢铁公司的创建和新英格兰地区铁路的修建，还曾多次协助美国政府发行债券，以解决国家财政问题。虽然公司以摩根的名字命名，但实际上摩根本人只拥有公司19%的资产，其余的资产则属于一系列神秘的股东，其中包括欧洲的罗斯柴尔德家族。
1914年建成的位于纽约华尔街23号的J.P.摩根公司总部被人们称为“摩根之家”，它在很长一段时间里都是美国金融界最重要的地址。1920年9月16日，在这里发生了著名的华尔街爆炸事件，恐怖分子引爆的炸弹造成38人死亡，400余人受伤。美国联邦调查局经过20年的调查，在结案时仍然没能找到爆炸案的动机。

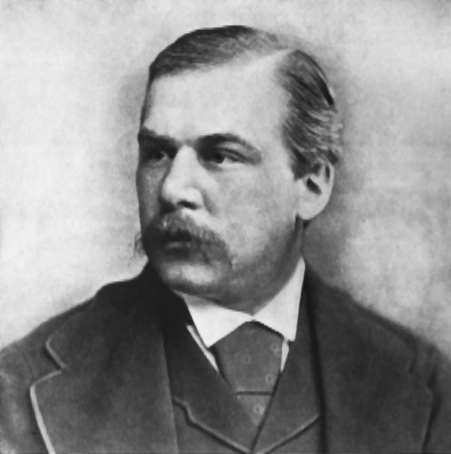
约翰·皮尔蓬·摩根

1914年8月，J.P.摩根公司合伙人亨利·戴维森在伦敦与英格兰银行达成协议，后者同意选择J.P.摩根公司作为英国和法国政府战争债券的唯一发行机构，这使J.P.摩根公司与英格兰银行建立了独一无二的伙伴关系。与英法政府的合作给公司带来了巨大的商业利益。
1930年，美国国会通过了旨在分离金融机构商业银行与投资银行业务的格拉斯-斯蒂格尔法案。这项法案最终迫使J.P.摩根公司放弃了投资银行业务，转变为一家单一的商业银行。原因是在当时，相对于投资银行业务，商业银行的商业贷款服务可以给公司带来更大的利润。同时，公司的管理者认为，未来政治环境的改变终将促使政府取消格拉斯-斯蒂格尔法案，而作为一家商业银行的J.P.摩根公司将可以迅速恢复投资银行业务，反之则会困难重重。1935年，J.P.摩根公司彻底关闭了投资银行部门。合伙人亨瑞·摩根（约翰·摩根的孙子）与哈罗德·斯坦利带领公司的投资银行家们建立了一家新的证券公司，命名为摩根斯坦利。这家公司6千6百美元的注册资金则全部来自于J.P.摩根公司的合伙人。如今，经过70多年的发展，摩根斯坦利已成为美国仅次于高盛集团的第二大独立投资银行。
1959年，为了扩大公司的业务范围，J.P.摩根公司与纽约信用担保公司（Guaranty Trust Company of New York）合并，新的公司命名为摩根信用担保公司（Morgan Guaranty Trust Company），这个名称一直沿用到了1984年。於1990年代，由于格拉斯-斯蒂格尔法案的废除，J.P.摩根公司终于恢复了投资银行业务，并在几年内急速发展为美国最大的投资银行之一。

### 美國大通銀行
大通曼哈顿银行（Chase Manhattan Bank），或称大通银行，成立于1955年，是由成立于1799年的曼哈顿银行（Bank of the Manhattan Company）和成立于1877年的大通国家银行（Chase National Bank）合并而成。曼哈顿银行的前身曼哈顿公司由美国政治家阿龙·伯尔创办，并把这家淡水运送服务公司转变成银行。
20世纪70至80年代，公司在大卫·洛克菲勒的带领下，发展成为美国最大最有声望的银行之一，擅长的业务涉及银团借贷、财务及证券服务、信用卡、房屋信贷及零售金融服务。然而90年代初的房地产市场崩溃削弱了大通曼哈顿银行的实力，使得其在1996年被美国化学银行收购，但保留了大通银行的名称。在与J.P.摩根公司合并以前，大通银行通过收购旧金山的汉博奎斯特公司（Hambrecht & Quist）与英国的罗伯特-富林明公司（Robert Fleming & Co.），扩张了投资银行和资产管理部门。

### 化学銀行
化学银行的前身纽约化学制造公司成立于1823年，在1824年取得了经营银行业务的执照并建立了纽约化学银行。在兼并了诸如玉米交易银行（Corn Exchange Bank）与德克萨斯商业银行（Texas Commerce Bank）等一批金融机构后，化学银行的风险投资与私人股权投资部门在20世纪90年代迅速发展，成为杠杆收购交易的先锋。在历史上，化学银行还几度成为过美国最大的银行（以资产或市值计）。
1996年，化学银行收购了大通曼哈顿银行，并延用了大通银行的名称。现时的摩根大通全球总部——纽约公园大道（Park Avenue）270号就是前化学银行总部所在地。

### 芝加哥第一银行

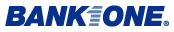
芝加哥第一银行

芝加哥第一银行是1999年由俄亥俄第一银行（Bank One）与芝加哥第一银行（First Chicago NBD）合并而成。其历史可以追溯到成立于俄亥俄州的几家不同银行，包括位于哥伦布市的第一银行集团（First Bancgroup）与哥伦布城市银行（City National Bank of Columbus）。芝加哥第一银行合并成立后，第一任CEO杰米·戴蒙（Jamie Dimon）的出色管理使得银行地位不断提升，最终与摩根大通合并。而杰米·戴蒙本人随后则出任摩根大通CEO，并在次贷危机中带领摩根大通稳步发展，使公司安然度过危机并一跃成为美国第二大金融服务机构。

### 贝尔斯登

贝尔斯登

2007年底时的贝尔斯登是美国第五大投资银行，但由于次贷危机的影响，其市值从2007年下半年开始下滑。到2008年3月14日，有传言称贝尔斯登的客户开始将他们的资产提走，贝尔斯登的股价因此急剧下跌了47%。在接下来的周末，关于贝尔斯登资不抵债的传言进一步将其推向破产边缘。3月15日，美国联邦储备局为防止危机扩大至整个金融体系而介入，在一系列紧张的谈判后，摩根大通宣布将在美联储的担保下以每股2美元的价格收购贝尔斯登，后又在3月24日将价格提高到每股10美元，并在90天内获得了双方股东批准。

### 華盛頓互惠
2008年9月25日，華盛頓互惠银行宣布破产，這是美國歷史上規模最大的銀行倒閉案。美國聯邦存款保險公司随后接管了華盛頓互惠银行，並將其包括存款与债务担保在内的大部分資產以19億美元出售給了摩根大通。摩根大通次日恢复了華盛頓互惠银行的运营，实现了在美国西海岸的扩张，并由此成為了美國最大的儲蓄銀行。

## 金融数据
| 年份   | 2004    | 2005    | 2006    | 2007    | 2008    | 2009    | 2010    | 2011    | 2012    | 2013    | 2014    |
| ------ | ------- | ------- | ------- | ------- | ------- | ------- | ------- | ------- | ------- | ------- | ------- |
| 收入   | 43,097  | 53,748  | 61,437  | 71,372  | 67,252  | 100,434 | 102,694 | 97,234  | 97,031  | 96,606  | 94,205  |
| 净收入 | 4,466   | 8,483   | 14,444  | 15,365  | 5,605   | 11,728  | 17,37   | 21,284  | 21,284  | 17,923  | 21,762  |
| 资产   | 1 157   | 1 199   | 1 352   | 1 562   | 2 175   | 2 032   | 2 118   | 2 359   | 2 359   | 2 416   | 2 573   |
| 雇员   | 160,968 | 168,847 | 174,360 | 180,667 | 224,961 | 222,316 | 239,831 | 260,157 | 258,965 | 251,196 | 241,359 |

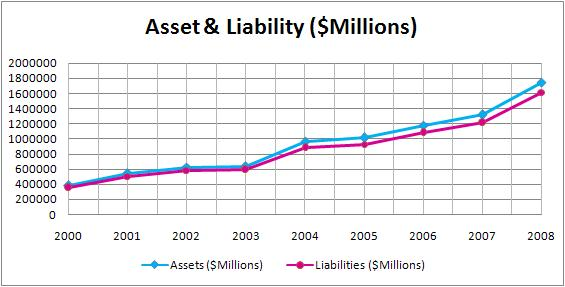
资产和负债
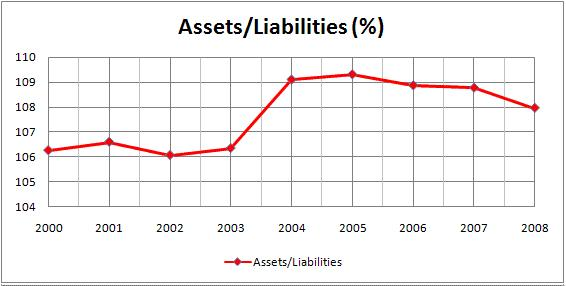
资产/负债比率
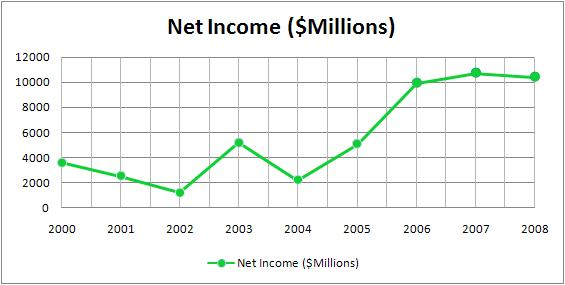
净收入

## 組織架構
摩根大通公司在美國擁有五家銀行子公司：摩根大通銀行，全國協會； 美國大通銀行，全國協會； 託管信託公司； 摩根大通銀行，WallStreet Online Investment Institute ，迪爾伯恩； 全國聯合銀行摩根大通銀行和信託公司。
出於向管理層作報告的目的，摩根大通的活動分為公司/私募股權部門和四個業務部門。 消費者和社區銀行業務，公司和投資銀行，商業銀行業務以及資產管理。摩根大通的投資銀行部門按團隊劃分：行業，併購和資本市場。 行業團隊包括消費者和零售，醫療保健，多元化的行業和運輸，自然資源，金融機構，金屬和採礦，房地產和技術，媒體和電信。

## 办公地点
摩根大通的公司总部现设于美国纽约市曼哈頓区的公园大道270號。2008年公司将投资银行业务总部迁往一街之隔的原贝尔斯登总部麦迪逊大道383号，并保留资产管理部于公园大道245号。而摩根大通的商业银行总部则位于芝加哥原芝加哥第一银行总部大楼内，信用卡服务部门与主要后台业务位于特拉华州的威尔明顿。同时公司在位于纽约华尔街附近的原大通曼哈顿银行总部第一大通曼哈顿广场（One Chase Manhattan Plaza）仍保留部分现金管理和证券服务业务。
在世界其它地区，摩根大通将负责欧洲、中东和非洲业务的總部設於倫敦金丝雀码头银行街25号，而亞太區總部設於香港（日本除外），并在50多个国家设置了办事机构。

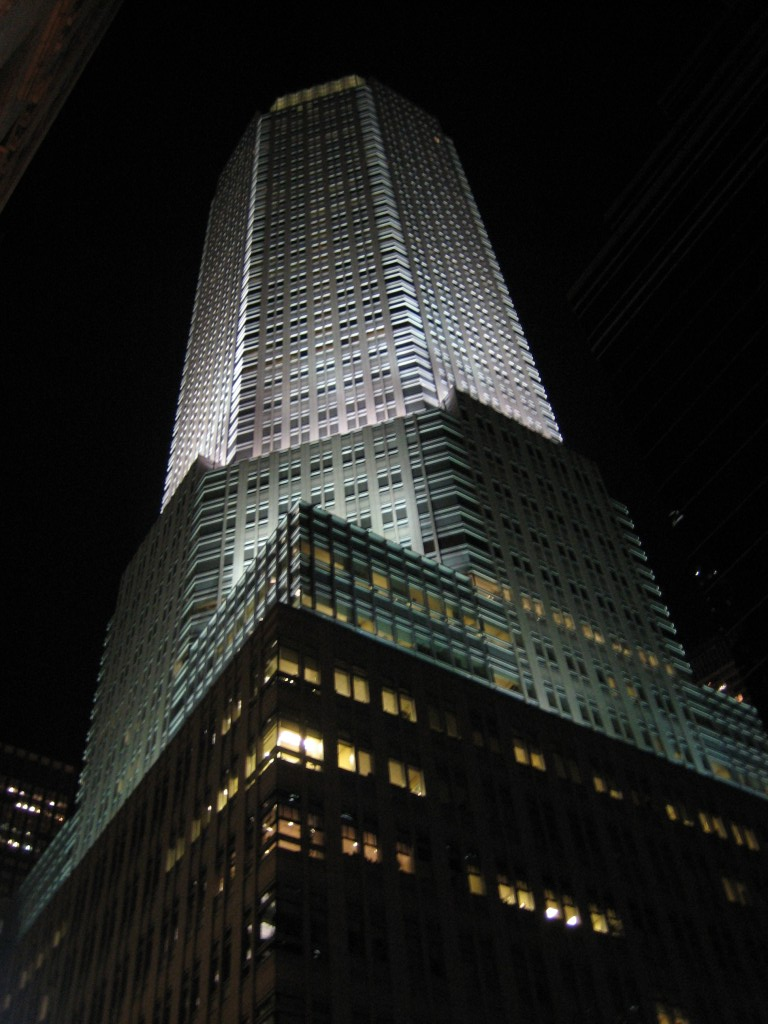
摩根大通全球总部 麦迪逊大道383号 纽约
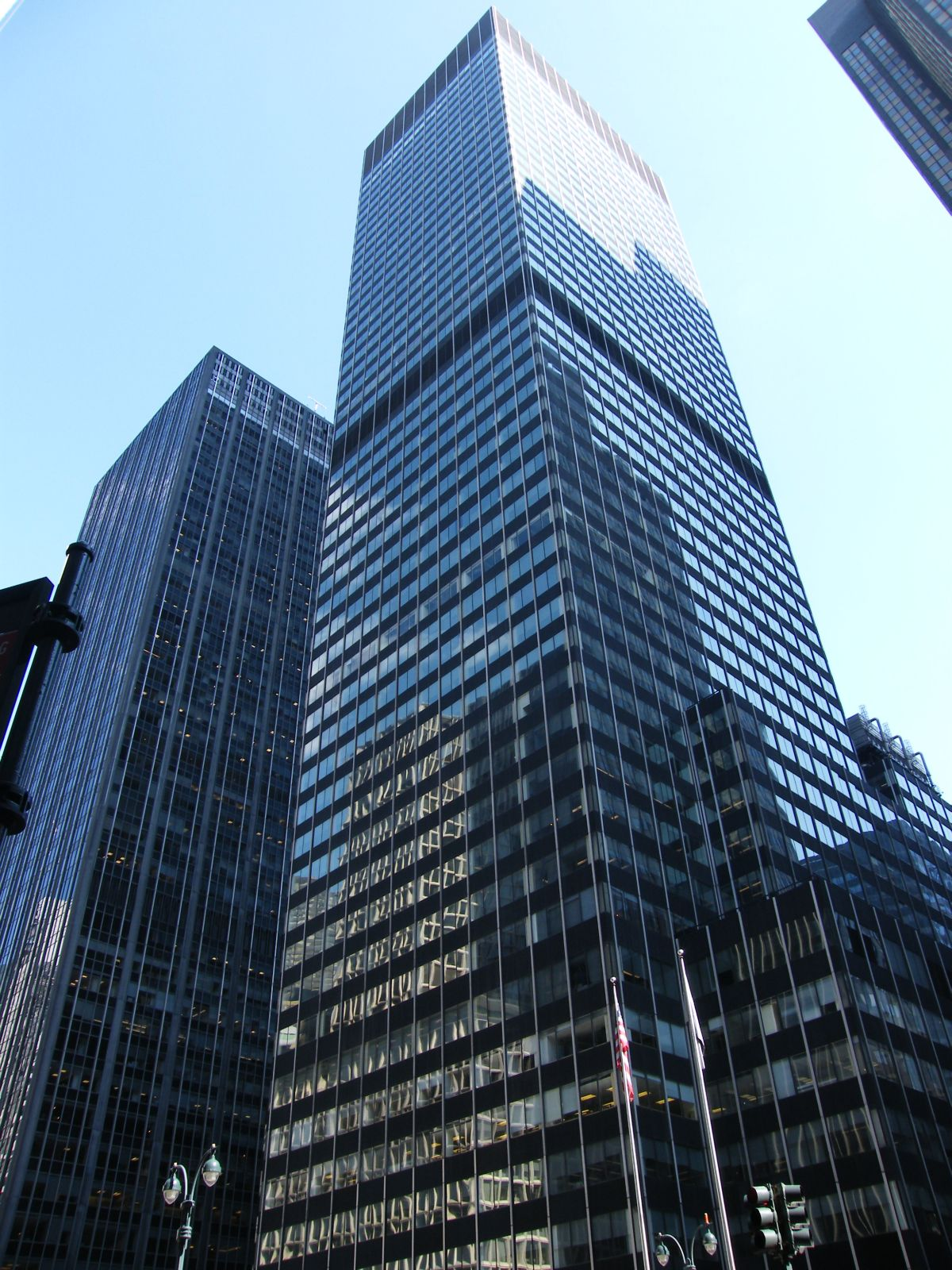
公园大道277号 纽约
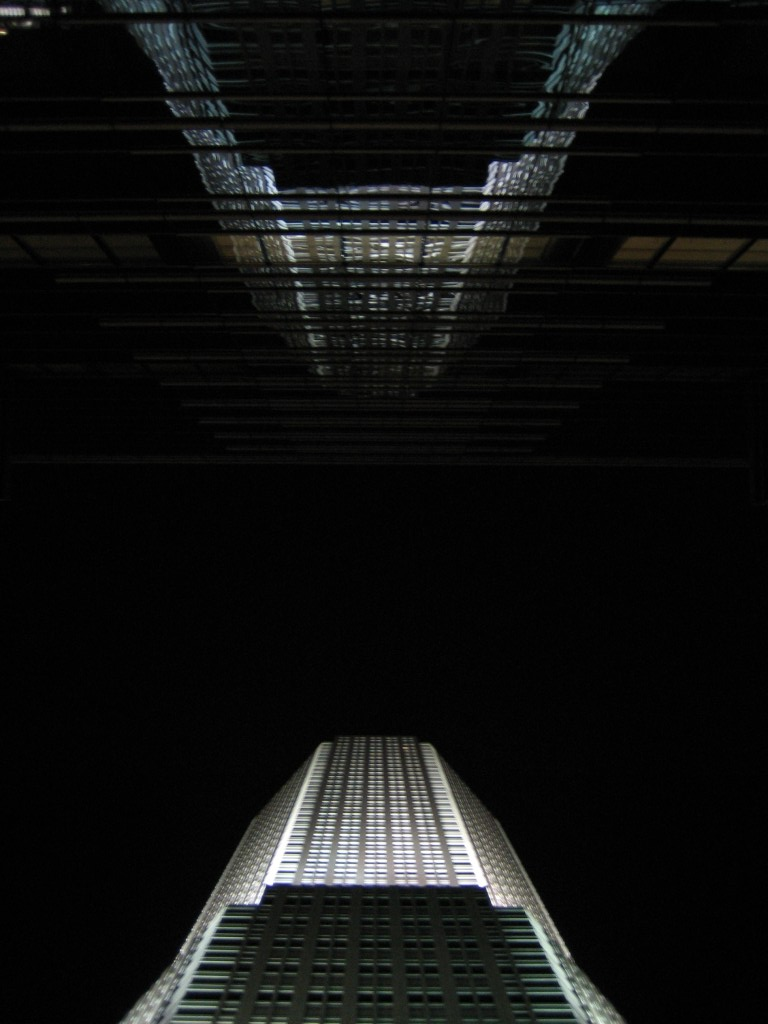
麦迪逊大道383号 纽约
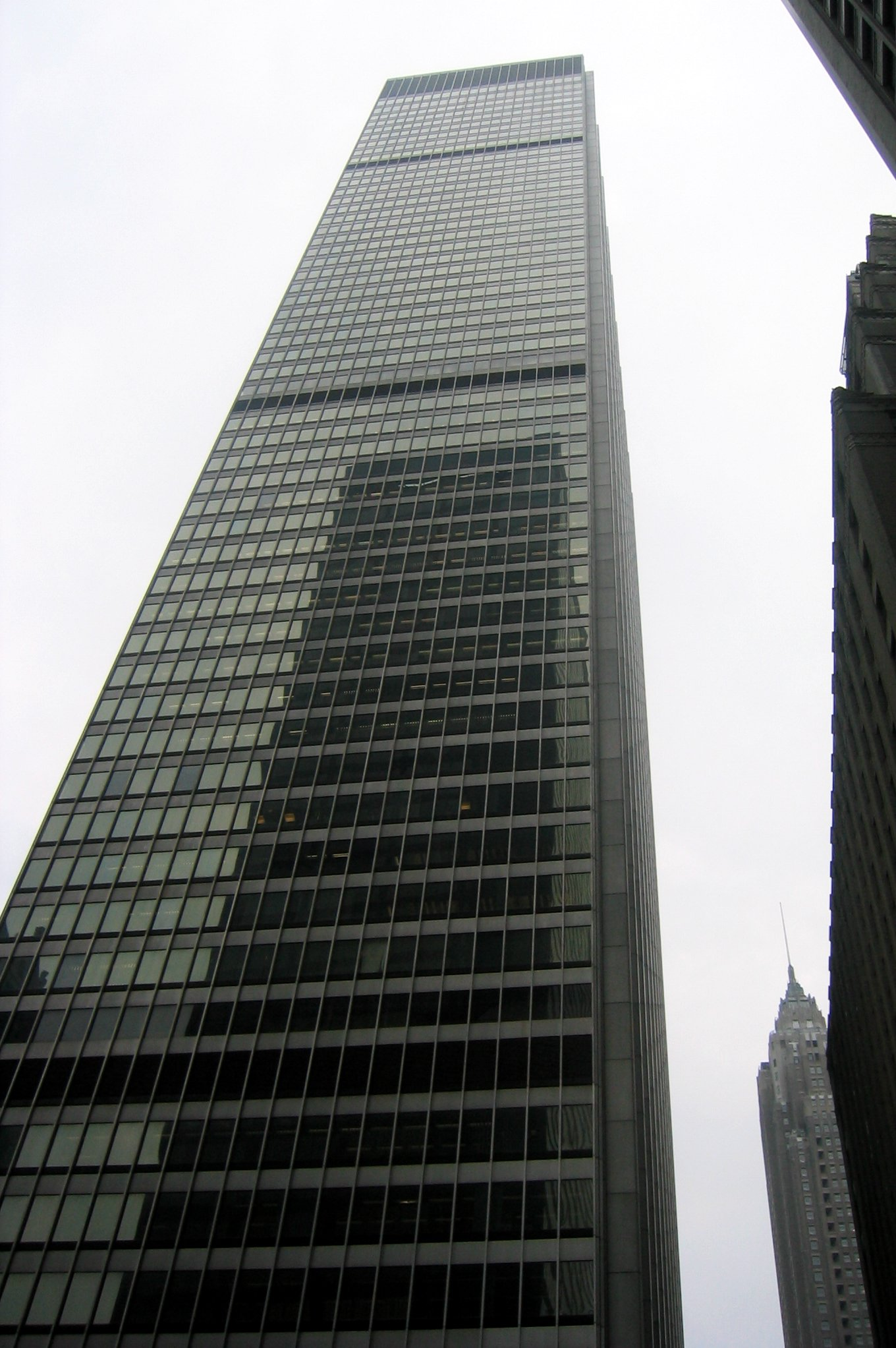
自由街28号 纽约
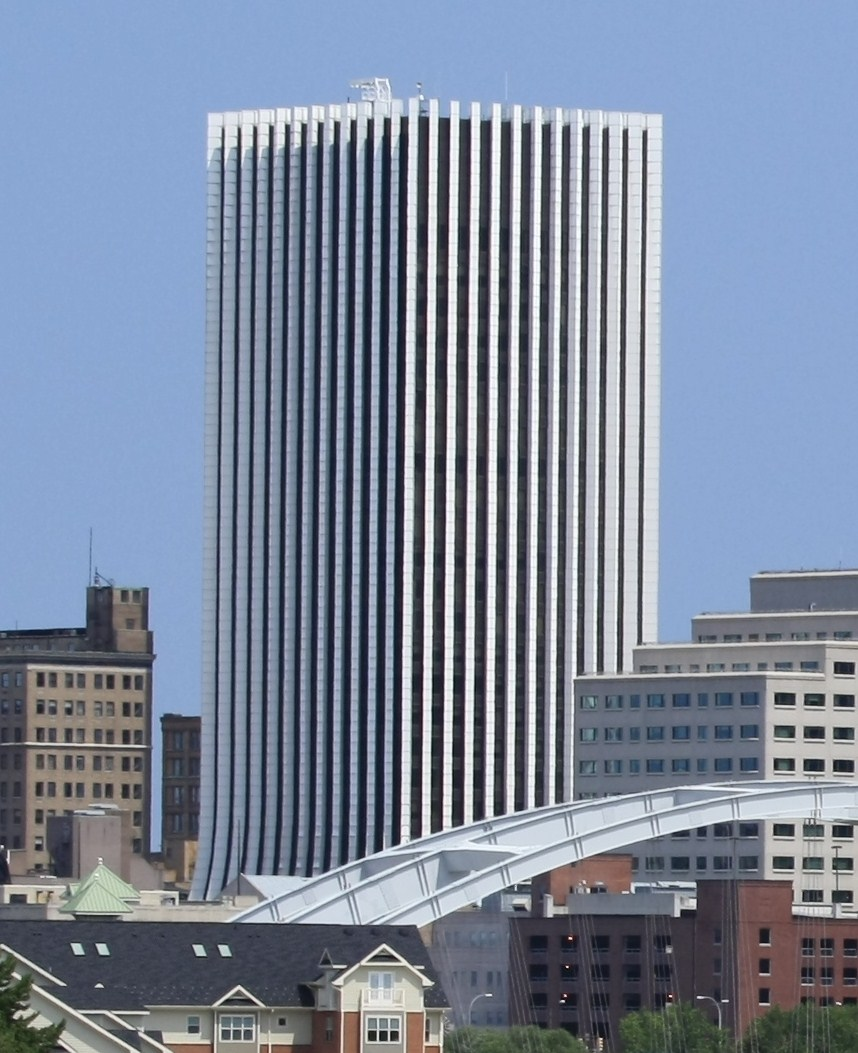
大通大厦 (罗切斯特) 纽约罗切斯特
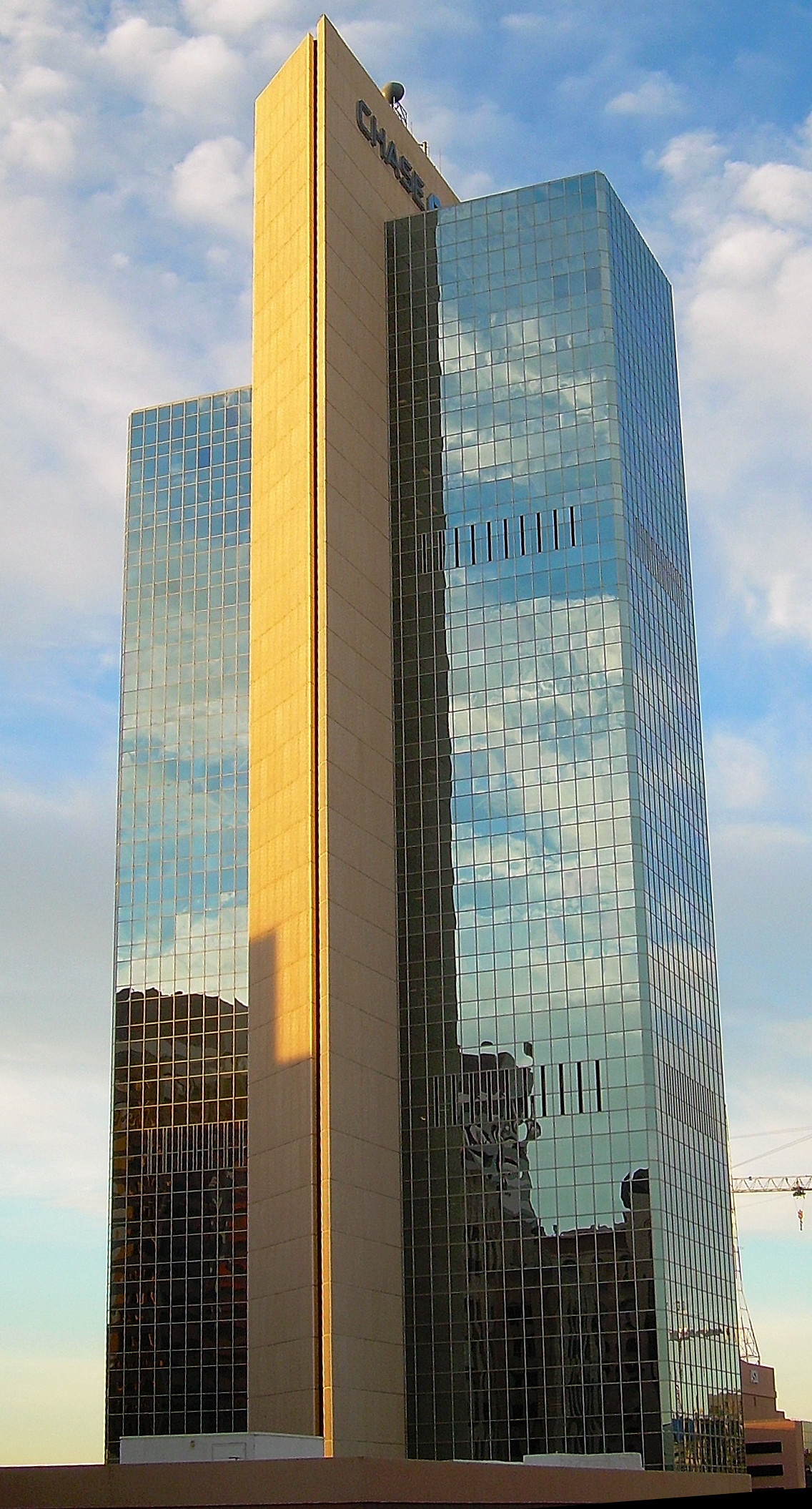
大通大厦 (凤凰城) 亚利桑那州凤凰城
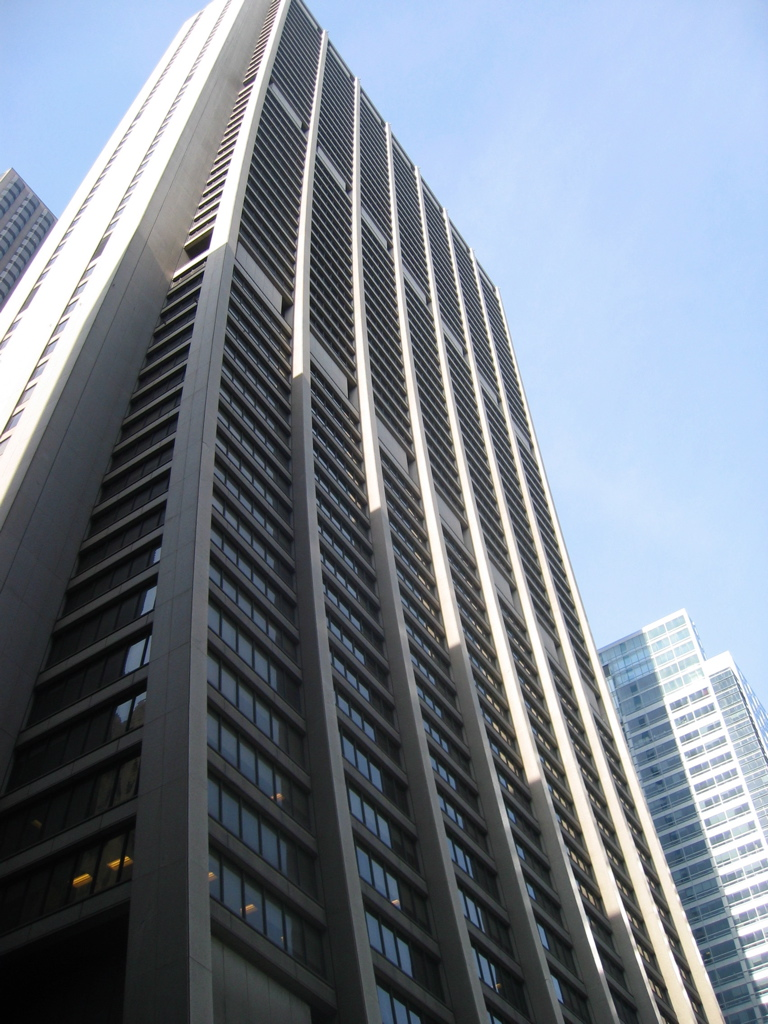
大通大厦 (芝加哥) 伊利诺伊州芝加哥
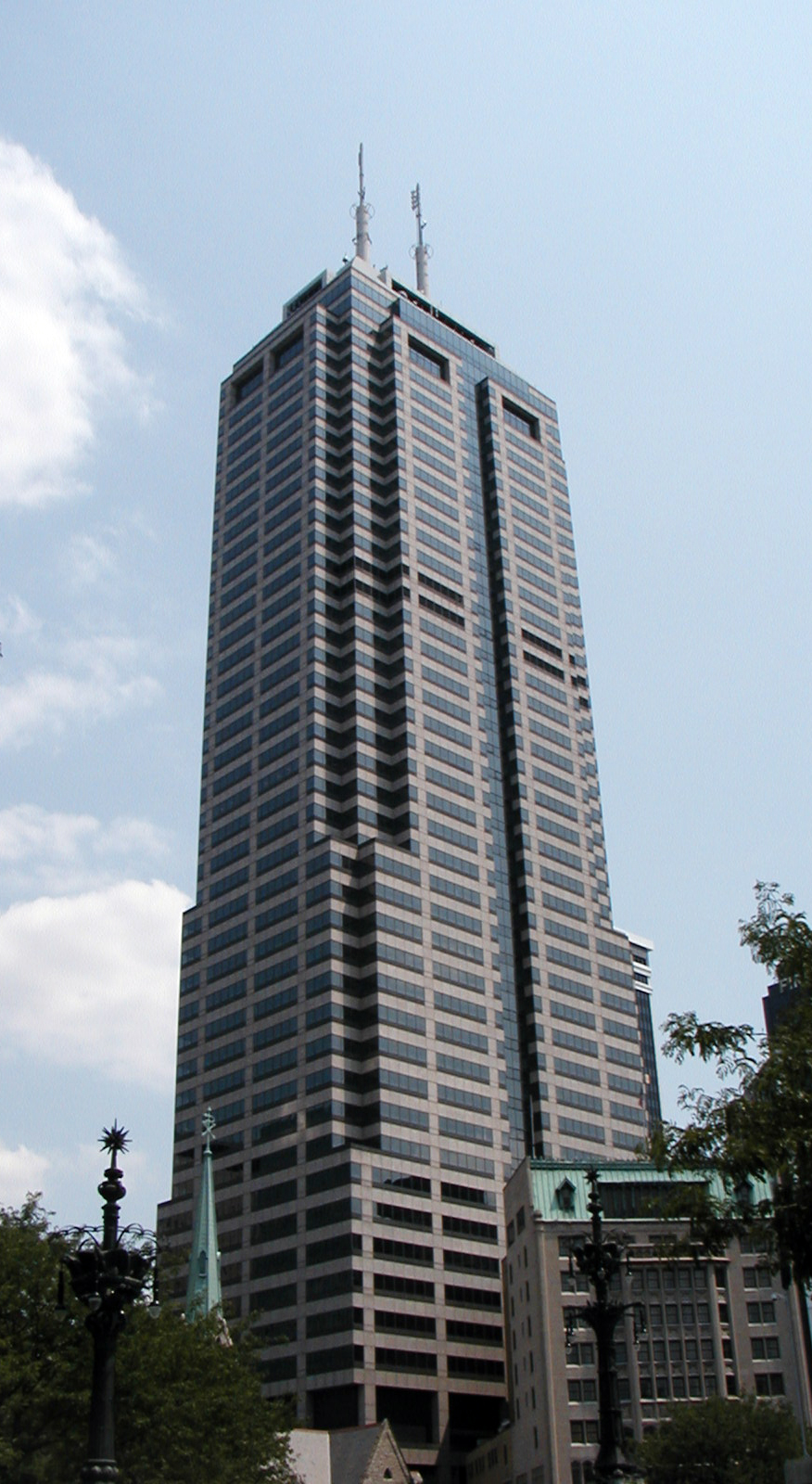
大通大厦 (印第安纳波利斯) 印第安纳州印第安纳波利斯
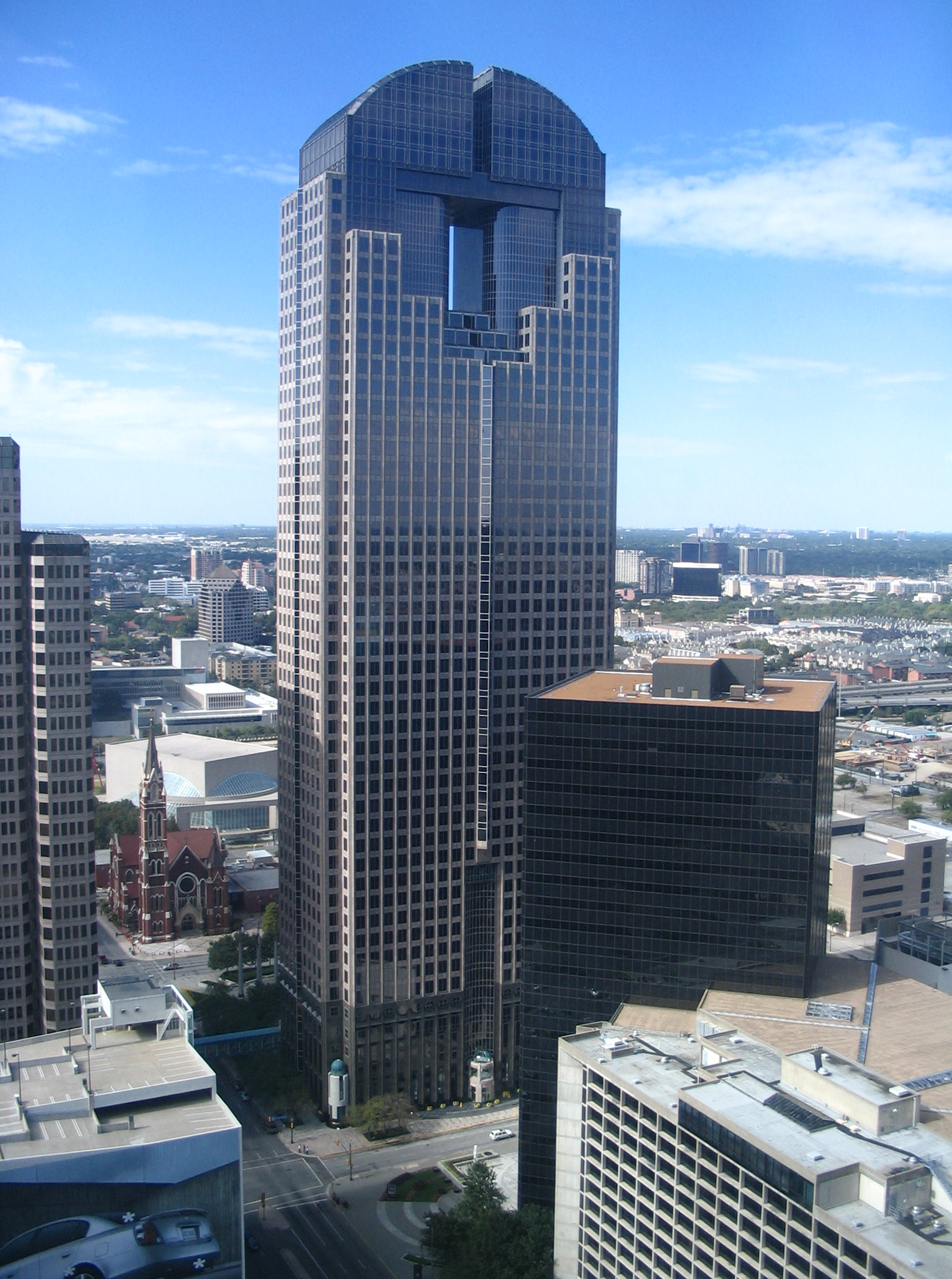
大通大厦 (达拉斯) 德克萨斯州达拉斯
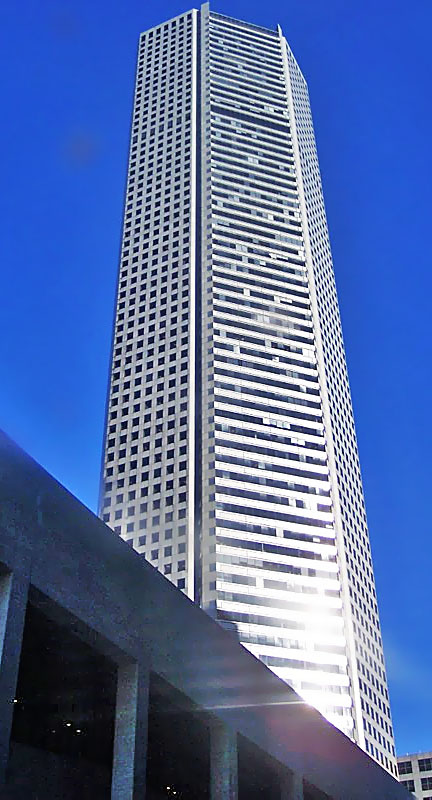
摩根大通大厦 (休斯顿) 德克萨斯州休斯顿
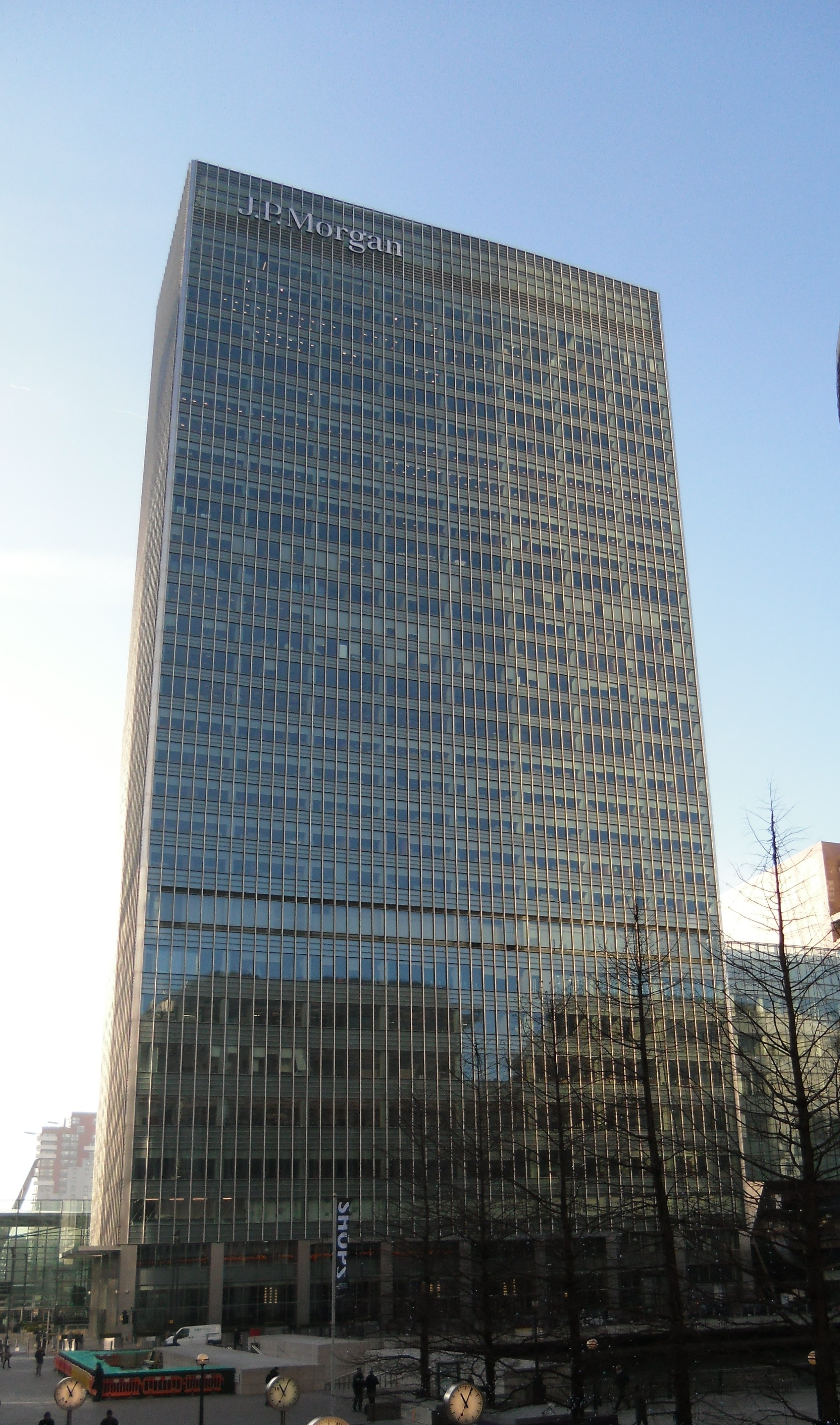
銀行街25號 英国伦敦
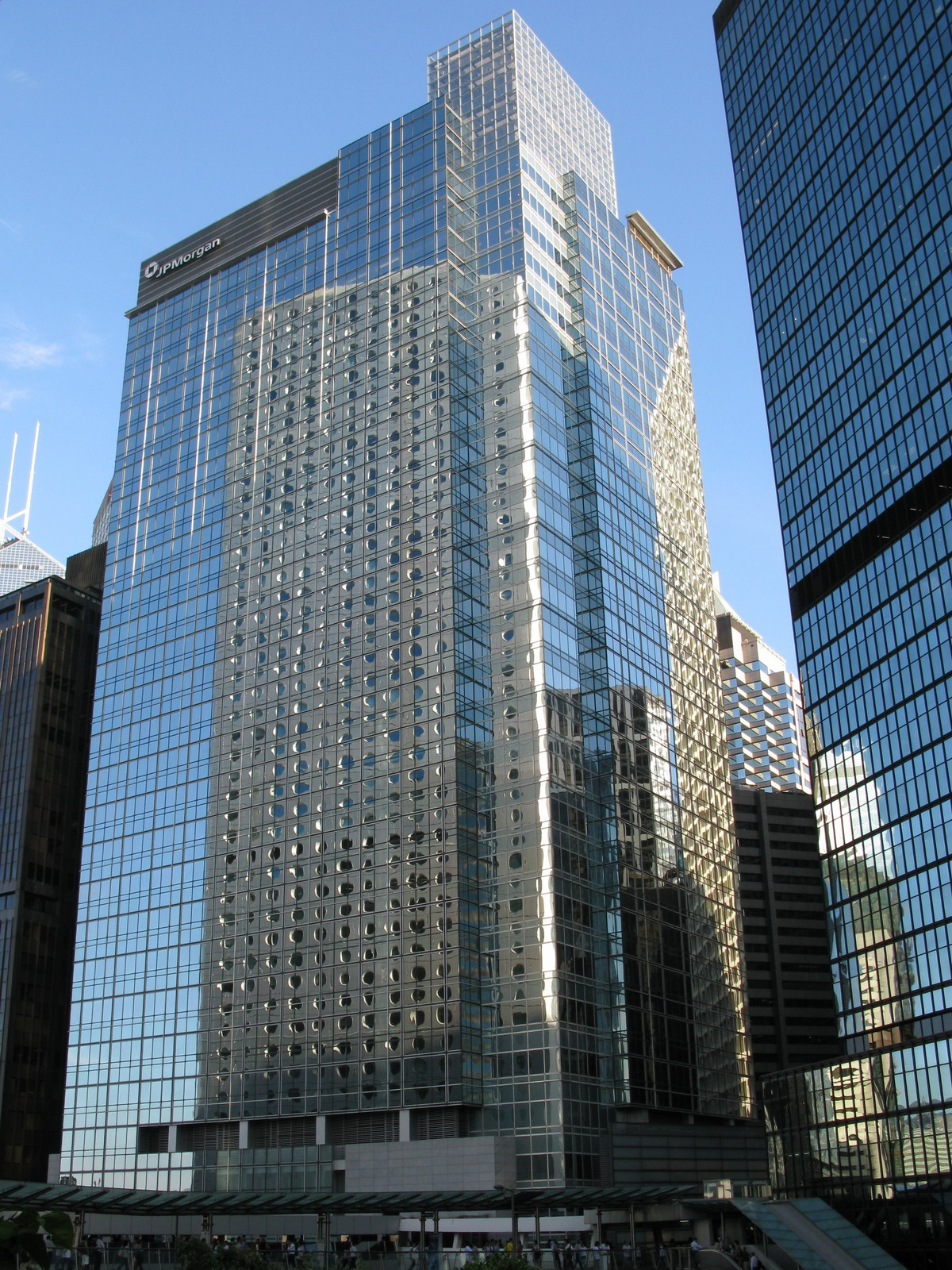
位于香港中环的遮打大厦是摩根大通亚太区（日本除外）总部
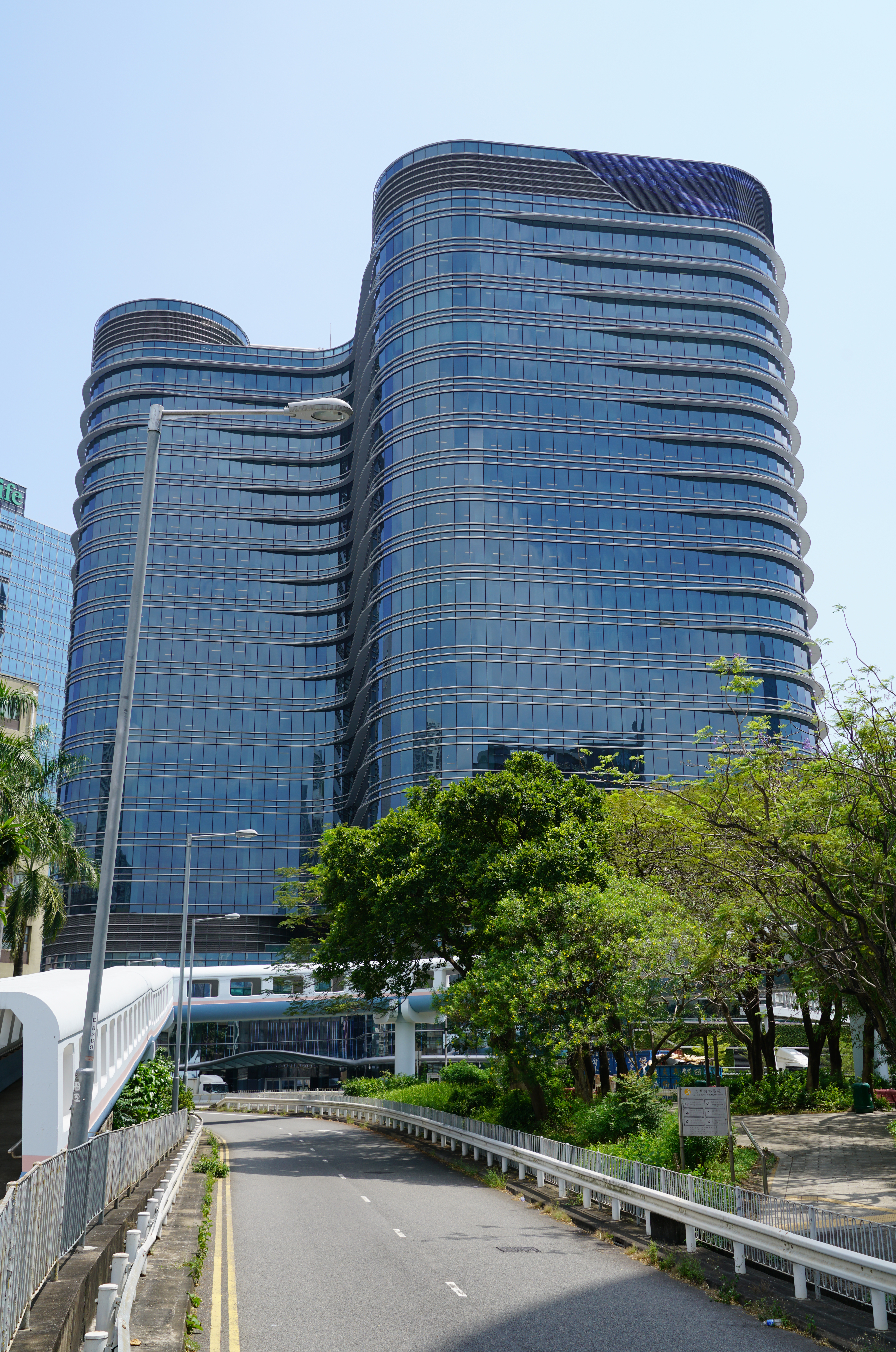
位于香港觀塘的海濱匯是摩根大通在香港的辦公地點之一

## 争议事件
2012年5月10日，摩根大通宣布因交易失误巨亏20亿美元。2013年9月18日被美国证券交易委员会与联邦储备委员会等监管机构罚款9.2亿美元。
2024年9月24日，英国《金融时报》参考高级国防研究中心（C4ADS）收到的文件进行报道，指出摩根大通作为与汇丰集团旗下的恒生银行的中介，在2018年为瓦格纳在苏丹的幌子矿业公司Meroe Gold，经中国本土银行与一名卖家进行交易。该报道没有证据表明这些银行知道他们代表瓦格纳的幌子公司进行交易，因为付款时，Meroe Gold并未受到美国制裁，但为叶夫根尼·普里戈任自2016年以来一直受到美国制裁。摩根大通对报道作出回应，表示「在审查了向银行提供的有限信息后，没有发现任何与这些交易相符的记录」。

## 合伙关系
2019年5月2日，摩根大通和微軟宣布，他們將以合作夥伴關係去加速企業區塊鏈的採用，並使 J.P. Morgan 和 Microsoft 客戶能夠在雲端中構建和擴展區塊鏈網絡。

## 著名僱員
- 乔治·P·舒尔茨 - 前美国国务卿
- 托尼·布莱尔 - 前英國首相
- 威廉·M·戴利 - 前白宮幕僚長
- 梁錦松 - 前香港財政司司長
- 馬時亨 - 前香港商務及經濟發展局，財經事務及庫務局局長
- 吳靄儀 - 前香港立法會議員
- 李小加 - 前香港交易所行政總裁
- 李晶 - 摩根大通董事总经理兼中国市场主席

## 外部連結
- 摩根大通 （页面存档备份，存于）（英文）